# معضلة الشمس الصغيرة الخافتة

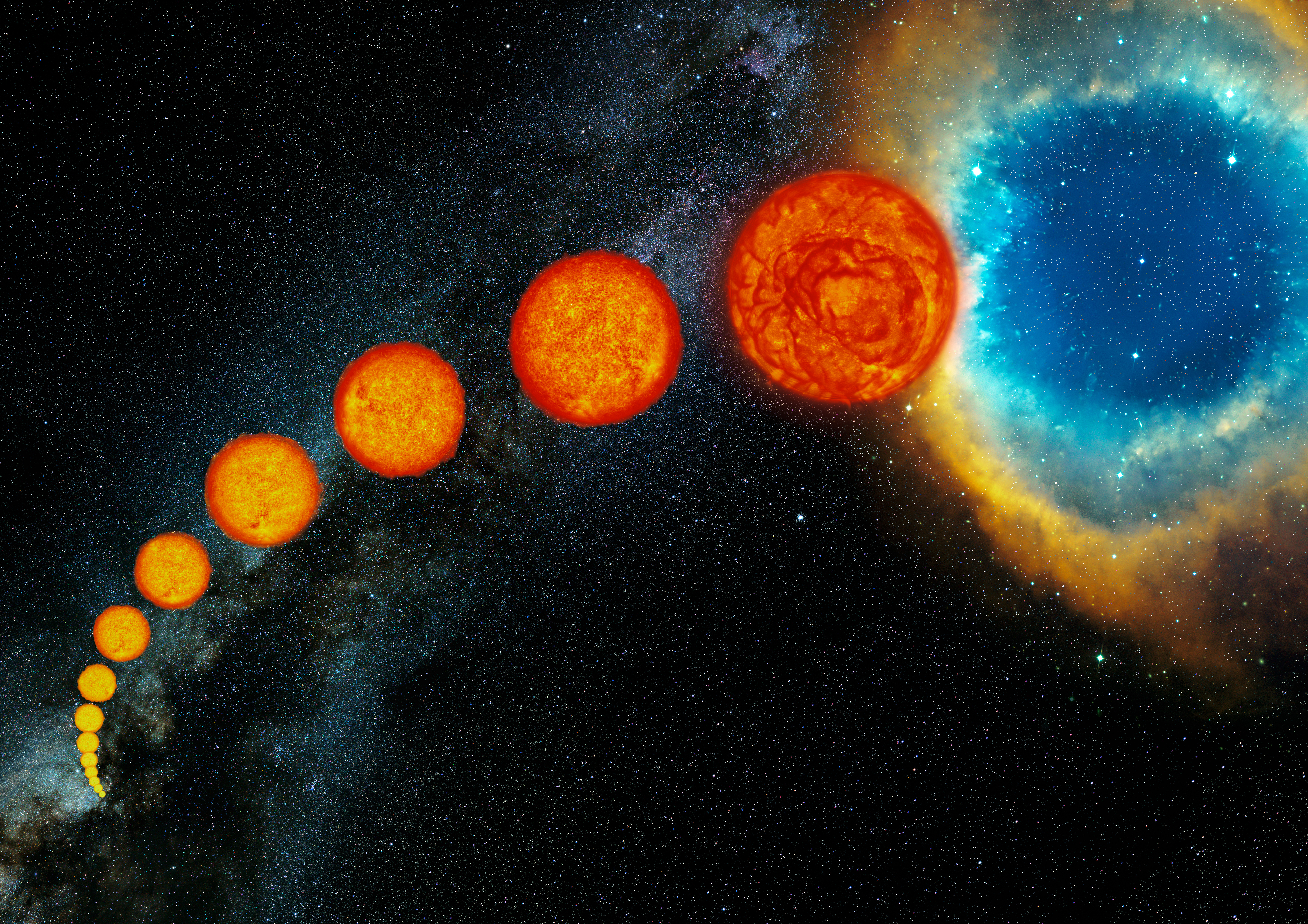

تصف معضلة الشمس الصغيرة الخافتة التعارض الظاهر بين ملاحظة وجود مياه سائلة في تاريخ الأرض مبكرًا وتوقع الفيزياء الفلكية أن الطاقة الناتجة من الشمس كانت يجب أن تكون شدتها في تلك الحقبة 70 بالمئة فقط من شدتها في الحقبة الحديثة. طُرحت هذه المشكلة بواسطة الفلكيين كارل ساجان وجورج مولين في عام 1972. اقترحت لهذه المشكلة حلول تأخذ في الاعتبار تأثيرات الصوبة الزجاجية والتأثيرات الفلكية الفيزيائية أو جمعت بين الاثنين.
هناك سؤال لم نجد إجابة له بعد وهو كيف استمر مناخ ملائم للحياة على سطح الأرض على مدار هذه الفترة الزمنية الطويلة بالرغم من تنوع شدة الطاقة الشمسية والاختلاف الكبير الذي يطرأ على حالة الأرض.

## تطور الشمس
مبكرًا بتاريخ الأرض، كانت الطاقة الناتجة من الشمس 70 بالمئة فقط من شدتها في الحقبة الحديثة نظرًا لارتفاع نسبة الهيدروجين إلى الهيليوم في قلبها. منذ ذلك الحين، ازدادت إضاءة الشمس تدريجيًا وبالتالي دفّأت سطح الأرض، عملية تعرف بفرق الطاقة الإشعاعي. أثناء العصر الأركي، بافتراض ثبات البياض وغيره من السمات السطحية مثل الغازات الدفيئة، كانت درجة حرارة توازن الأرض صغيرة جدًا بحيث لا يمكنها الحفاظ على محيط في حالة سائلة. عام 1972، أشار كل من الفلكيين كارل ساجان وجورج مولين أن هذا يتعارض مع الدلائل الجيولوجية والحفرية.
تأتي قوة الشمس من الاندماج النووي حتى تظهر الشمس بالصورة الآتية:
{\displaystyle {\ce {4^{1}H -> ^{4}He + 2e+ + 2\nu}}}
{\displaystyle {\ce {4^{1}H + e- -> ^{4}He + e+ + 2\nu}}}
في المعادلات المذكورة بالأعلى، يمثل e+ البزيترون، وe- هو الإلكترون ويمثل ν النيوترينو (عديم الكتلة تقريبًا). المحصلة النهائية أكبر بثلاث أمثال: تنطلق الطاقة من معادلة ΔE = mc2 ، زيادة في كثافة قلب الشمس، حيث يوجد الناتج النهائي في نواة واحدة على عكس ما يكون بين أربعة بروتونات مختلفة، وزيادة في معدل الاندماج لأن درجة الحرارة الأعلى تساعد على زيادة سرعة التصادم بين البروتونات الأربعة وتزيد من احتمالية حدوث مثل هذه التفاعلات. التأثير النهائي هو زيادة ضياء الشمس. أظهرت دراسات النمذجة الأخيرة أن سطوع الشمس اليوم أكثر بـ 1.4 مرة مما كان عليه منذ 4.6 مليار سنة، وأن سطوعها ازداد بمرور الزمن بشكل خطي تقريبًا منذ ذلك الحين بالرغم من زيادة سرعته قليلًا.
بالرغم من قلة لمعان الشمس منذ 4 بليون سنة (4×  109) بالغازات الدفيئة، تظهر السجلات الجيولوجية سطح الأرض دافئًا باستمرار إلى حد ما في السجل الكامل لدرجة الحرارة المبكرة للأرض، باستثناء الحقبة الباردة، الغمر الجليدي الهيوروني، منذ نحو 2.4 إلى 2.1 مليار سنة. وجدت ترسبات متعلقة بالماء مؤرخة لأن تكون منذ نحو 3.8 مليار سنة. تدل العلاقة بين درجة حرارة السطح وتوازن آليات القوة على كيفية فهم العلماء لتطور الأشكال الأولى للحياة الذي يرجع تاريخه إلى وقت مبكر منذ 3.5 مليار سنة.

## حل الغازات الدفيئة

### الأمونيا كغاز دفيء
يمكن حل معضلة الشمس الصغيرة الخافتة عن طريق حساب دورة الكربون. حتى أن ساجان ومولن اقترحا خلال وصفهم للمعضلة أنه يمكن حلها من خلال التركيزات العالية من غاز الأمونيا، NH3. ولكن منذ أن ظهر أن الأمونيا غاز دفيء ذو أثر إلا أنها تُدمر في الغلاف الجوي بسهولة بالتأثير الكيميائي للضوء وتتحول إلى غازي النيتروجين (N2) والهيدروجين  (H2). اقترح ساجان أيضًا أنه ربما منع الضباب الكيميائي الضوئي تدمير الأمونيا وسمح لها بالاستمرار كغاز دفيء أثناء هذه الفترة، لكن هذه الفكرة اختبرت فيما بعد باستخدام نموذج كيميائي ضوئي وثبت عدم صحتها. علاوة على ذلك، يعتقد أن مثل هذا الضباب قد أدى إلى تبريد سطح الأرض دون الحد مما يقلل تأثير البيت الزجاجي.

### ثاني أكسيد الكربون كغاز دفيء
يعتقد الآن أن ثاني أكسيد الكربون كان موجودًا بتركيزات أكبر خلال هذه الحقبة من انخفاض الإشعاع الشمسي. اقترح هذا لأول مرة واختُبر كجزء من تطور الغلاف الجوي في أواخر السبعينيات من القرن العشرين. اكتُشف أن وجود غلاف جوي يحتوي على 1000 مرة من ما يحتويه مستوى الغلاف الجوي الحالي، يتفق مع المسار التطوري لدورة الكربون الأرضي والتطور الشمسي.
الآلية الأولية للحصول على مثل هذه التركيزات العالية من ثاني أكسيد الكربون هي دورة الكربون. على نطاقات زمنية كبيرة، الفرع غير العضوي من دورة الكربون المعروف بدورة كربونات- سيليكات مسئول عن تحديد تقسيم ثاني أكسيد الكربون بين الغلاف الجوي وسطح الأرض. عندما تنخفض درجة حرارة سطح الأرض بالتحديد، ستقل معدلات التجوية وتساقط الأمطار، مما يسمح بتراكم ثاني أكسيد الكربون في الغلاف الجوي على نطاقات زمنية تبلغ 0.5 مليون عام.
باستخدام النماذج أحادية البعد على وجه التحديد التي تمثل الأرض كنقطة مفردة (بدلًا من شيء يمتد في ثلاث أبعاد)، حدد العلماء أنه عند 4.5، بإضاءة تبلغ 30% من إضاءة الشمس، يُتطلب وجود الحد الأدنى من الضغط الجزئي يبلغ 0.1 بار من ثاني أكسيد الكربون، لرفع درجة حرارة سطح الأرض فوق درجة التجمد. اقترح  أن يكون 10 بار من ثاني أكسيد الكربون هو الحد الأقصى المعقول.
ما يزال الجدل دائرًا حول الكمية الدقيقة لثاني أكسيد الكربون، لكن في عام 2001، اقترح سليب وزاهنل أن زيادة التجوية على سطح البحر على الأرض في حالة مبكرة نشطة تكتونيًا يمكن أن تكون السبب في نقص مستويات ثاني أكسيد الكربون. ثم في عام 2010، حلل روزينج وزملاؤه ترسبات بحرية تسمى تكوينات الحديد الحزامي، ووجدوا كمية كبيرة من معادن متنوعة غنية بالحديد، بما فيها أكسيد الحديد الأسود (Fe3O4)، معدن مؤكسد بجانب السيدريت (FeCO3)، ومعدن مختزل، ووجدوا أن هذه المعادن تكونت أثناء النصف الأول من تاريخ الأرض (وليس بعد ذلك). يقترح وجود المعادن مع بعضها أن يكون هناك توازن مماثل بين ثاني أكسيد الكربون والهيليوم. في تحليلهم، ربط روزينج وزملاؤه بين تركيزات الهيليوم في الغلاف الجوي والتنظيم من خلال مولد الميثان الحيوي. كائنات وحيدة الخلية لاهوائية تنتج الميثان (CH4)، يمكن أن تكون ساهمت في رفع درجة الحرارة لكوكب الأرض مع ثاني أكسيد الكربون.